# Podgaj (Tomislavgrad, BiH)
Podgaj je naseljeno mjesto u općini Tomislavgrad, Federacija Bosne i Hercegovine, BiH.

## Stanovništvo

### 1991.
Nacionalni sastav stanovništva 1991. godine, bio je sljedeći:
ukupno: 171
- Hrvati - 171 (100%)

### 2013.
Nacionalni sastav stanovništva 2013. godine, bio je sljedeći:
ukupno: 198
- Hrvati - 198 (100%)